# Castelo de Hillsborough
O Castelo de Hillsborough é uma residência oficial do governo na Irlanda do Norte. É a residência do Secretário de Estado da Irlanda do Norte e a residência oficial do rei Carlos III do Reino Unido e de outros membros da família real britânica quando visitam o país, bem como uma casa de hóspedes para proeminentes visitantes internacionais.
De 1924 até a abolição do cargo em 1973, foi a residência oficial do Governador da Irlanda do Norte. Desde abril de 2014, é administrado pelos Palácios Reais Históricos, uma instituição de caridade independente que administra alguns dos palácios reais desocupados do Reino Unido, e está aberto ao público em determinadas datas.

## História
O Castelo de Hillsborough, localizado na vila de Hillsborough, no noroeste do Condado de Down, não é um verdadeiro castelo, é uma casa de campo georgiana construída no século XVIII para a família Hill, marqueses de Downshire, que a possuiu até o ano de 1922, quando o 7º Marquês de Downshire vendeu a mansão e seus terrenos para o governo britânico. Ao compra-lo, o governo resolveu um problema prático e estabeleceu o local como residência oficial do Governador da Irlanda do Norte. Sob a Lei do Governo da Irlanda de 1920, uma nova e distinta região do Reino Unido, chamada de Irlanda do Norte foi criada dentro da tradicional província de Ulster, menos três condados – Cavan, Donegal e Monaghan – que se tornaram parte do Estado Livre Irlandês. A autoridade executiva foi investida para a Irlanda do Norte e sua região irmã, a Irlanda do Sul, no Lord Lieutenant of Ireland, que deveria ser uma das duas características de toda a Irlanda, junto com o Conselho da Irlanda, na nova estrutura de regras domésticas. No entanto, esse cargo foi abolido em uma mudança de lei após o Tratado Anglo-Irlandês de 1921, que na verdade abortou a Irlanda do Sul, que só existia no papel, e estabeleceu o Estado Livre Irlandês.
Foi criado um novo cargo apenas para a Irlanda do Norte, o de Governador da Irlanda do Norte. Como o Viceregal Lodge em Dublin ficou indisponível, física e politicamente, uma nova residência foi necessária. O Castelo de Hillsborough, embora fora da maior cidade da Irlanda do Norte, Belfast, foi considerado um local adequado. Após algumas reformas, o primeiro governador, o 3º Duque de Abercorn, mudou-se em 1925. Ao se tornar a residência oficial do governador, o edifício foi oficialmente renomeado como Casa do Governo.
Dentro dos terrenos do castelo há uma série de árvores plantadas por moradores e visitantes da propriedade, incluindo uma árvore plantada pelo 3º Duque de Abercorn, o primeiro governador da Irlanda do Norte, em outubro de 1925.

## Nos dias atuais
Após a decisão de abolir o sistema de governo descentralizado da Irlanda do Norte e instituir o governo direto de Londres em março de 1972, todos os cargos governamentais do país, incluindo o de governador e primeiro-ministro da Irlanda do Norte, foram abolidos. Com efeito, esses dois cargos foram combinados para criar o cargo de Secretário de Estado da Irlanda do Norte. Como representante da rainha no país, o Secretário de Estado mudou-se para o Castelo de Hillsborough.
O castelo continuou a ser usado para importantes reuniões e conferência, sendo o local da assinatura do Acordo Anglo-Irlandês em 15 de novembro de 1985, e Mo Mowlam abriu novos caminhos quando abriu os extensos terrenos do castelo ao público em abril de 1999.
A rainha Isabel II e o Duque de Edimburgo ficaram no Castelo de Hillsborough durante a sua visita oficial à Irlanda do Norte como parte da turnê pelo Reino Unido em comemoração ao Jubileu de Ouro em 2002. O então Presidente dos Estados Unidos, George W. Bush, visitou o castelo em 2003.
A residência também foi usada em janeiro de 2010 para conversas entre o primeiro-ministro britânico Gordon Brown, o irlandês Taoiseach Brian Cowen e representantes do Partido Unionista Democrático sobre a crise do policiamento da Irlanda do Norte que ameaçava inviabilizar a divisão do poder e colapso do Executivo da Irlanda do Norte. Em abril de 2014, o Príncipe de Gales realizou uma investidura no Castelo de Hillsborough, a primeira a ser realizada na Irlanda do Norte desde que o local se tornou um palácio real.